# Портильо, Мигель Альфредо
Миге́ль Альфре́до Порти́льо (исп. Miguel Alfredo Portillo; 26 сентября 1982, Гобернадор-Вирасоро, Аргентина) — аргентинский футболист, защитник.

## Карьера
Начинал играть в «Терагуи» из города Гобернадор Вирасоро. Профессиональную карьеру начал в «Боке Хуниорс» из Буэнос-Айреса в 2001 году. Затем выступал в швейцарских клубах «Ксамакс» из Нёвшателя, «Серветт» из Женевы, «Янг Бойз» из Берна, «Лугано», а также в «Анже» из Франции и «Вадуц» из Лихтенштейна. Имеет опыт игр в Кубке УЕФА и Кубке Интертото.
23 июля 2010 года подписал контракт с одесским «Черноморцем».